# 17597 Stefanzweig
17597 Stefanzweig (1995 EK8) là một tiểu hành tinh vành đai chính được phát hiện ngày 4 tháng 3 năm 1995 bởi F. Borngen ở Tautenburg.